# 準名人
準名人（じゅんめいじん）とは、囲碁・将棋での第一人者である名人に次ぐ位の人。「准名人」の表記もある。
「半名人」ともいった。『日本囲碁体系7 親仙徳・大仙知』（筑摩書房）収録の「人とその時代」（林裕執筆、同書P.244）では、本来は「半名人」であり、「準名人という言葉は明治三十七年、『坐隠談叢』初版が出版された頃から用いられた言葉である」と記述されている。また、井上幻庵因碩は「半名人」の名前を嫌って、「準名人」と名前を置き換えたとも言われる。
江戸時代初期は、「名人と上手の間の位置」ということで「名人上手」と呼ばれたこともあった。

## 囲碁の準名人
江戸時代に本因坊道策により段級位制が定められ、名人が九段、上手（御城碁の出場資格者）が七段とされ、名人上手間の手合いであった準名人は八段とされた。
囲碁の準名人の中には名人に劣らぬと評価された者が少なくない。名人にならなかった本因坊元丈、安井知得仙知、井上幻庵因碩、本因坊秀和の4棋士は「囲碁四哲」とよばれた。嘉永の頃、安井算知（俊哲）の家に太田雄蔵、伊藤松和、阪口仙得などの棋士が集まり、囲碁四哲の芸の話になって本因坊秀和を筆頭とすることで意見が一致したと伝えられている。また、この算知、雄蔵、松和、仙得の4名の強豪をさして「天保四傑」と呼ぶことがある。
元丈と知得は互角に戦ったライバル同士で、名人は「斯道の最長者が其の威望と古今に絶したる神技を以てする」、すなわち、最強の棋聖の地位という信念から名人を望まなかったと伝えられる。
幻庵因碩は本因坊丈和との名人碁所の地位獲得の争いに敗れ、名人になれなかった。秀和は寺社奉行に碁所願いを出したが、井上家の反発があり、却下されてしまった。その後は幕末の混乱に巻き込まれ、名人碁所の許可を得る機会は失われてしまった。
本因坊秀甫は1881年（明治14年）に準名人に昇り、1884年 - 1885年（明治17、18年ごろ）に名人に推されたが、きっぱり拒絶した。